# ساتوشی تزوکا
ساتوشی تزوکا (به انگلیسی: Satoshi Tezuka) بازیکن فوتبال اهل ژاپن و عضو تیم ملی فوتبال ژاپن است که در تاریخ ۱۱ ژوئن ۱۹۸۰ میلادی اولین بازی ملی‌اش را انجام داد. او در ۲۵ بازی ملی حضور داشت و آخرین بازی ملی خود را در تاریخ ۲ فوریه ۱۹۸۸ میلادی انجام داد. ساتوشی تزوکا در بازی‌های ملی‌اش
۲ گل به ثمر رساند.